# Покоїще
Покоїще (словен. Pokojišče) — поселення в общині Врхника, Осреднєсловенський регіон, Словенія. 
Висота над рівнем моря: 728,7 м.